# Tomahawk Railway

Streckennetz der Tomahawk Railway und ihrer Vorgängergesellschaften

Die Tomahawk Railway (TR) ist eine amerikanische Class-3-Eisenbahngesellschaft im Bundesstaat Wisconsin. Die zur Genesee-and-Wyoming-Gruppe gehörende Gesellschaft hat ihren Sitz in der Stadt Tomahawk.
Die Gesellschaft betreibt ein 6,4 km langes Streckennetz zur Versorgung der Papierindustrie in Tomahawk. Hauptsächliche Transportgüter sind Papier, Zellstoff, Kohle und Altpapier. Die Gesellschaft hat eine Verbindung zur Canadian National Railway.

## Geschichte
Die Gesellschaft wurde am 4. Oktober 1894 als „Marinette, Tomahawk & Western Railway“ (MTW) gegründet. Der Betrieb auf der 23 Kilometer langen ostwärts führenden Strecke Tomahawk–Harrison wurde am 27. November 1895 eröffnet. Am 1. Juli 1898 wurde Wisconsin and Chippewa Railway (W&C) übernommen. Dadurch erweiterte sich das Streckennetz nach Westen um 21,7 Kilometer bis nach Spirit Falls sowie nach Norden bis Tomahawk Junction (später Bradley). Diese Strecke diente nur der Holzabfuhr der dortigen Forstwirtschaftsbetriebe und wurde nur im Sommer betrieben. Erst auf Betreiben der Wisconsin Railroad Commission wurde die Strecke dem öffentlichen Verkehr geöffnet um die Siedlung zu versorgen. 1903 wurde der Betrieb auf der Strecke östlich von Spirit Falls eingestellt, damit endete auch der Holzeinschlag in diesem Gebiet.
Von der Strecke nach Harrison abgehend errichtete die MTW von 1900 bis 1902 eine Nebenstrecke von Antigo Junction nach Süden bis McInness. Aufgrund des geringen Verkehrs und der schlechten finanziellen Lage der Gesellschaft wurde der Abschnitt Grundy–McInness 1904 an die Milwaukee Road verkauft. Der Abschnitt Tomahawk–Antigo sowie nach Harrison wurde an die neu gegründete Tomahawk & Eastern Railway verpachtet. Da auch diese Betriebsform nicht befriedigte wurde der Pachtvertrag im November 1919 beendet und die Strecke nach Harrison wurde anschließend stillgelegt.
Am 16. November 1912 erfolgte die Reorganisation zur „Marinette, Tomahawk & Western Railroad“. 1918 stellte man den Personenverkehr ein. 1919 verpachtete man die Strecke nach Spirit Falls und den Abschnitt Antigo-Grundy an die Tomahawk Land Company. Diese führte den Betrieb bis 1920 auf der westlichen Strecke und auf der östlichen Strecke bis 1924 durch. Die endgültige Stilllegung der Strecke nach Antigo und Grundy erfolgte 1924 und der Strecke nach Spirit Falls 1932.
Seit dieser Zeit besteht das Streckennetz nur noch aus der Verbindung Bradley-Tomahawk und der später errichteten Strecke Jersey City–Wisconsin Dam (7,8 km) sowie eines Industrieanschlusses nach Kings.
1992 wurde die jetzige Gesellschaft durch die Rail Management Corporation und die Packaging Corporation of America (PCA) gegründet und die Bahn vom bisherigen Besitzer Owens-Illinois Paper Mill übernommen. Grund war unter anderem die Sicherstellung der Belieferung des PCA-Werkes in Tomahawk. 1997 wurde die Strecke Bradley-Tomahawk an die Wisconsin Central verkauft, die TR behielt jedoch Streckenbenutzungsrechte. 2005 kam die Gesellschaft durch die Übernahme der RMC an die Genesee and Wyoming.

## Fuhrpark
Im Jahr 2006 bestand der Fuhrpark aus einer Diesellokomotive EMD SW1200 und zwei EMD SW1500.